# Solglitter

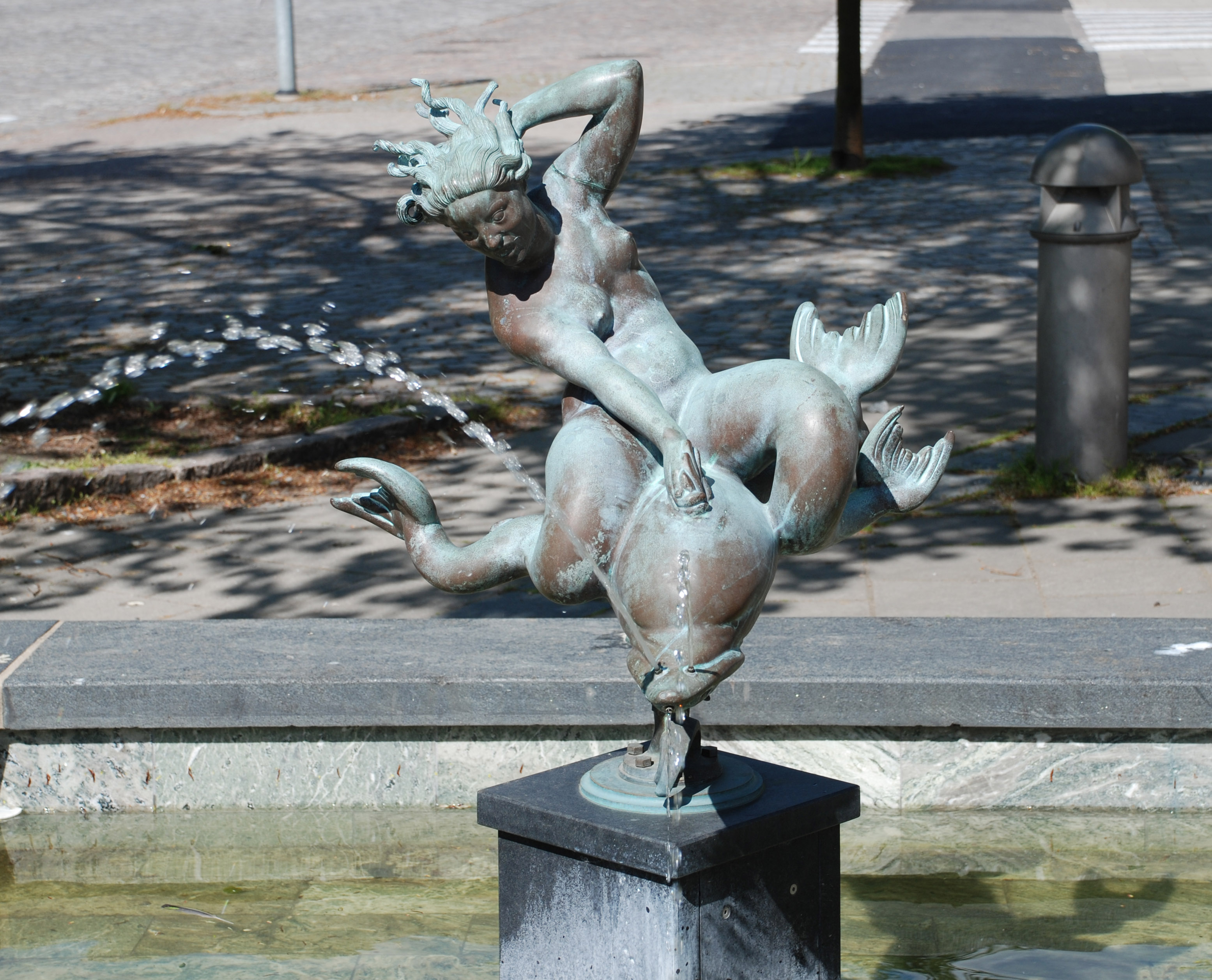
Solglitter utanför badhuset i Trelleborg

Solglitter, eller Najad på delfin, är en skulptur av Carl Milles, som han skapade mellan 1917 och 1918.
Solglitter föreställer en najad som rider fram på en delfin. Under första världskrigets slutfas var Milles inne i en konstnärlig period som även innebar en förändring av hans stil. Han skapade lätta former i olika små fontäner med tritoner och najader. Förutom Solglitter skapade han under denna period bland annat Bågskytten vid Liljevalchs konsthall i Stockholm. 
Solglitter finns i flera olika storlekar och är uppsatta på flera olika platser, bland annat på Millesgården på Lidingö, på Vår Gård i Saltsjöbaden, vid Skytteholm på Ekerö, utanför badhuset i Trelleborg, på Stora Gatan vid Oxbacken i Västerås, på Stråket i Råsunda, i Tivoliparken i Kristianstad, intill Gävle sjukhus samt på innergården till Svenska Institutet i Rom. Najadens huvud existerar även separat. Det sägs att skulpturen hörde till Carl Milles egna favoriter och till en av hans mest fartfyllda.
Den 9 april 2024 uppgav region Gävleborg att de polisanmält att en okänd gärningsman stulit Solglitter som står utanför Gävle sjukhus. Verket uppskattas i anmälan vara värt omkring 1,5 till 2 miljoner kronor. I juni 2024 stals även statyn i Trelleborg men återfanns efter några dagar på en skrotfirma. Statyn som stals i Gävle hittades även den i juni 2024 i Stockholm.